# パラメトリック方程式

バタフライ曲線はパラメトリック方程式で定義される曲線の一例である。

パラメトリック方程式（パラメトリックほうていしき、英: parametric equation）とは、関数を媒介変数（パラメータ）を使って表したもの、またはその手法である。単純な運動学的例として、時間を媒介変数として位置、速度、その他の運動体に関する情報を表す場合が挙げられる。
抽象的には、関係は1つの方程式の形で表され、ユークリッド空間 Rn の項からなる関数のイメージとしても表される。したがって、より正確には媒介変数表示（英: parametric representation）として定義される。

## 例
例として、最も単純な方程式として次の放物線の式を考える。
{\displaystyle y=x^{2}\,}
これを自由な媒介変数 t を使って次のようにも表せる。
{\displaystyle x=t\,}
{\displaystyle y=t^{2}\,}
これはやや自明な例だが、半径 a の円をパラメトリックに表すと次のようになる。
{\displaystyle x=a\cos(t)\,}
{\displaystyle y=a\sin(t)\,}
パラメトリック方程式は、高次元空間での曲線を表すのに便利である。例えば、
{\displaystyle x=a\cos(t)\,}
{\displaystyle y=a\sin(t)\,}
{\displaystyle z=bt\,}
これは3次元の螺旋状の曲線を表しており、半径が a で、1周するごとに 2πb だけ上昇する。なお、z値を除くと円の方程式と全く同じである点に注意。
この方程式を次のように表記することも多い。
{\displaystyle r(t)=(x(t),y(t),z(t))=(a\cos(t),a\sin(t),bt)\,}
このように曲線を表現することは実用的であり、効率的である。例えば、そのような曲線を項ごとに積分・微分できる。したがって、媒介変数表示された経路を通る粒子があるとき、その速度は次のように表せる。
{\displaystyle v(t)=r'(t)=(x'(t),y'(t),z'(t))=(-a\sin(t),a\cos(t),b)\,}
さらに加速度は次のようになる。
{\displaystyle a(t)=r''(t)=(x''(t),y''(t),z''(t))=(-a\cos(t),-a\sin(t),0)\,}
一般にパラメトリック曲線は（通常 t で表される）1つの独立媒介変数の関数である。2つ（以上）の独立媒介変数に対応した同様の概念はパラメトリック曲面と呼ぶ。

## 2つのパラメトリック方程式から1つの方程式への変換
パラメトリック方程式を1つの方程式に変換するとは、並列する方程式群 {\displaystyle x=x(t),\ y=y(t)} から媒介変数 {\displaystyle t} を取り除くことに他ならない。これらの方程式のうちの1つを {\displaystyle t} について解くことができれば、その式をもう一方の方程式に代入し、{\displaystyle x} と {\displaystyle y} だけから成る方程式が得られる。{\displaystyle x(t)} と {\displaystyle y(t)} が有理関数なら、tを取り除くのは容易である。パラメトリック方程式と等価な閉形式の1つの方程式が存在しない場合もある。